# دانشگاه فلورانس
دانشگاه فلورانس (به ایتالیایی: Università degli Studi di Firenze) یک دانشگاه تحقیقاتی دولتی در فلورانس واقع در استان توسکانی ایتالیا است که در سال ۱۳۲۱ میلادی بنیان‌نهاده شده‌است. این دانشگاه حدود ۵۱۰۰۰ دانشجو دارد.
دانشگاه فلورانس دارای ۱۲ دانشکده است. رشته‌های اصلی این دانشگاه مهندسی معماری، مهندسی و طراحی صنعتی است. برخی از چهره های سرشناس سیاسی، فرمانداران و فیلسوفان بنام در این دانشگاه تحصیل کرده‌اند. رنتسو پیانو معمار معروف ایتالیایی که در سطح دنیا شناخته شده است در دانشکده معماری این دانشگاه تحصیل کرده است.
۱۲ دانشکده این دانشگاه عبارتند از: کشاورزی، مهندسی معماری، هنر، اقتصاد، آموزش و پرورش، مهندسی، حقوق، ریاضیات، فیزیک و علوم طبیعی، پزشکی و جراحی، داروشناسی، علوم سیاسی و روانشناسی.
دانشگاه فلورانس بر اساس رتبه بندی مجموع دانشگاه‌های برتر (ARTU) که توسط دانشگاه نیو ساوت ولز در سیدنی منتشر می‌شود در سال ۲۰۲۲ رتبه ۱۱ در میان دانشگاه‌های ایتالیا و رتبه ۳۲۱ در بین دانشگاههای سراسر جهان را کسب کرده است. 
همچنین بر اساس آخرین ارزیابی سیستم‌های رتبه بندی جهانی در سال ۲۰۲۱، دانشگاه فلورانس در جایگاه های زیر قرار دارد:
- بر اساس سیستم رتبه بندی تایمز (TIMES): 401-500
- بر اساس سیستم رتبه بندی QS: 432
- بر اساس سیستم رتبه بندی USNews: 235
- بر اساس سیستم رتبه بندی CWUR: 253

## تاریخچه
اولین دانشگاه فلورانس «استادیوم جنرال» (Studium Generale) بود که توسط جمهوری فلورانس در سال ۱۳۲۱ تأسیس شد. «استادیوم» توسط پاپ کلمنت ششم در سال ۱۳۴۹ به رسمیت شناخته شد و مجاز به اعطای دوره‌های منظم بود. پاپ همچنین اولین دانشکده الهیات ایتالیایی را در فلورانس تأسیس کرد. «استادیوم» در سال ۱۳۶۴ به یک دانشگاه امپریالیست تبدیل شد، اما در سال ۱۴۷۳ هنگامی که لورنزو جادوگر تحت کنترل فلورانس دست یافت، به پیزا منتقل شد. چارلز هشتم آن را از سال ۱۴۹۷ تا ۱۵۱۵ نقل مکان کرد، اما وقتی خانواده «مدیچی» به قدرت رسید دوباره به پیزا منتقل شد.

## سازمان
این دانشگاه دارای ۱۲ دانشکده است که عبارتند از: کشاورزی؛ معماری؛ هنرها؛ اقتصاد؛ تحصیلات؛ مهندسی؛ قانون؛ ریاضیات، فیزیک و علوم طبیعی؛ پزشکی و جراحی؛ فارماکولوژی؛ علوم سیاسی؛ و روانشناسی.
دانشکده‌ها در مناطق سنتی استراتژیک بر اساس موضوع خود قرار دارند. دانشکده حقوق، دانشکده حقوق و دانشکده علوم سیاسی در مرکز مطالعات اجتماعی و علوم اجتماعی در ناحیه نووُلی (Novoli) واقع در نزدیکی دادگاه جدید قرار دارد. دانشکده پزشکی و جراحی، دانشکده داروسازی و برخی از بخش‌های علمی و مهندسی در ناحیه «کَرِجّی» (Careggi)واقع در نزدیکی بیمارستان هستند. دانشکده مهندسی در مؤسسه «اس مارتا» (S.Marta)واقع شده‌است، در حالی که دانشکده کشاورزی در مقابل «پارکو دل کَشینه» (Parco delle Cascine) قرار دارد. دانشکده علوم ریاضی، فیزیک و علوم در «سِستو فیورنتینو» (Sesto Fiorentino) واقع شده‌است. دانشکده معماری در مرکز شهر، به عنوان آکادمی «دی بِلّه اَرتی» (di Belle Arti) خانه دیوید میکل آنژ است. دانشکده‌های ادبیات، تاریخ، فلسفه و آموزش و پرورش در مرکز فلورانس قرار دارند.

## فارغ‌التحصیلان
از جمله مشاهیر فارغ‌التحصیل این دانشگاه:
- میکائیل ژان، فرماندار سابق کانادا
- نیکلاس پنجم، پاپ اسبق کلیسای کاتولیک رم
- پیوس دوم، پاپ اسبق کلیسای کاتولیک رم
- ماتئو رنتسی، نخست‌وزیر ایتالیا در سال ۲۰۱۴
- آلساندرو پرتینی، رئیس جمهور ایتالیا
- ژنرال فرماندار سابق کانادا و دبیر کل کنفرانس فرانکفونیک میشل ژان
- لامردو دینی، نخست وزیر ایتالیا
- جورجیو لا پیرا، لئوناردو دانمیچی، رهبران سیاسی ایتالیایی
- رنتسو پیانو معمار معروف ایتالیایی: از جملهٔ ساختمان‌های مشهور وی می‌توان به مرکز ژرژ پمپیدو (به همراه ریچارد راجرز در سال ۱۹۷۷ میلادی)، برج شارد در لندن (۲۰۱۲) و موزه هنر آمریکایی ویتنی در نیویورک سیتی (۲۰۱۵) اشاره کرد.
- پیک کارلو بونتمپی، معمار
- حمید گابای، معمار
- مارگارتا هک، متخصص فیزیک نجومی
- رادولفو بوتانیک امیلیو جوزپه
- جیاکومرومئو، فیلسوف
- دکتر فرانچسکو آنتو مارچی، دکتر شخصی ناپلئون
- قاضی عبدالقاوی احمد یوسف از دادگاه بین‌المللی
- فیلسوف گیووانی جنتیل
- شیلی کیهان، بازیکن لیگ هند
- فرانسیسکو میللی - مدیر عامل لوکستیو[۶]
- محسن شاه ابراهیمی، طراح صحنه و لباس ایرانی